# 甾體皂苷
甾體皂苷類（Steroidal saponins）是天然產物中一類化學成分，大多都具有生理活性，尤以單子葉植物的百合科、石蒜科、薯蕷科和龍舌蘭科等植物報導最多。由於含甾體皂苷成分的動植物藥有相當的療效，在天然產物化學研究中日趨活躍。